# Calci arsenat
Calci asenat là một hợp chất vô cơ có công thức hóa học được quy định là Ca3(AsO4)2. Hợp chất này tồn tại dưới dạng một chất rắn không màu, nó ban đầu được sử dụng làm thuốc trừ sâu và một chất diệt khuẩn. Nó rất hòa tan trong nước, có thể so sánh được với chì asenat, làm cho nó trở nên độc hại hơn. Khoáng chất của hợp chất này gồm có Rauenthalit Ca3(AsO4)2·10H2O và Phaunouxit Ca3(AsO4)2·11H2O, cũng là các dạng ngậm nước của calci asenat.

## Độc tính và quy định
Calci asenat là chất có độc tính cao, có thể gây đến bệnh ung thư và các ảnh hưởng sức khoẻ toàn thân.
Cục Quản lý An toàn và Chăm sóc Sức khoẻ Nghề nghiệp đã đặt ra giới hạn cho phép tiếp xúc ở mức 0,01 mg/m³ với mức trung bình thời gian 8 giờ, trong khi Viện An toàn và Sức khoẻ Nghề nghiệp giới hạn giới hạn nhỏ hơn mức đó 5 lần, ở mức 0,002 mg/m³).
Hợp chất này được phân loại là chất có tính độc hại cao tại Hoa Kỳ theo quy định tại Mục 302 của Đạo luật Hoa Kỳ về Kế hoạch Khẩn cấp và Luật Phải biết Cộng đồng (42 USC 11002) và phải tuân theo các yêu cầu báo cáo nghiêm ngặt của các cơ sở sản xuất, hoặc sử dụng nó với số lượng đáng kể.